# Tricyrtis setouchiensis
Tricyrtis setouchiensis là một loài thực vật có hoa trong họ Măng tây. Loài này được Hir.Takah. miêu tả khoa học đầu tiên năm 1974.